# Laura Cavandoli
Laura Cavandoli (Parma, 15 dicembre 1971) è una politica italiana.

## Biografia
Vive a Parma; si è laureata in giurisprudenza presso l'Università di Parma, ha conseguito il dottorato di ricerca in "Diritto dei contratti" presso l'Università degli Studi di Macerata ed esercita la professione di avvocato.

### Attività politica
Iscritta alla Lega Nord, stata consigliere comunale e capogruppo a Neviano degli Arduini dal 2013 al 2016.
Alle elezioni politiche del 2013 è candidata alla Camera dei Deputati nella circoscrizione Emilia-Romagna, ma non è eletta.
Alle elezioni amministrative del 2017 è candidata a sindaco di Parma per la coalizione di centro-destra, classificandosi terza con il 19,27%, dietro al Sindaco uscente Federico Pizzarotti (Effetto Parma, 34,78%) e al candidato del centro-sinistra Paolo Scarpa (32,73%) e non accedendo al ballottaggio. Diviene quindi consigliere comunale e capogruppo della Lega in Consiglio. Inoltre, si è candidata alle Elezioni amministrative in Italia del 2022 a Parma come consigliere della Lega per Salvini Premier che appoggiò la ricandidatura a sindaco di Pietro Vignali assieme ad altri partiti di centro-destra tra cui Forza Italia e Noi moderati. Attualmente è capogruppo della Lega al consiglio comunale di Parma, in opposizione. 

#### Elezione a deputato
Alle elezioni politiche del 2018 viene eletta alla Camera nel collegio uninominale Emilia-Romagna - 12 (Parma) per la coalizione di centro-destra (in quota Lega), ottenendo il 35,14% e superando Lucia Annibali del centrosinistra (30,37%) e Pasquale Nuzzo del Movimento 5 Stelle (25,84%).
Il 21 giugno 2018 viene eletta Segretario della Commissione VI – Finanze della Camera dei Deputati. Il 5 novembre 2018 viene nominata membro nella Commissione Parlamentare per l’Infanzia e l’Adolescenza. Il 17 luglio 2019 viene convalidata la sua elezione come vincitrice del collegio uninominale di Parma. Il 27 maggio 2021 viene nominata Presidente della Commissione Parlamentare d'inchiesta sulle attività connesse alle comunità di tipo familiare che accolgono minori.
Alle elezioni politiche del 2022 viene eletta nel collegio uninominale Emilia-Romagna - 02 (Parma) per il centrodestra con il 43,03% (pari a 82.815 voti), superando Michele Vannoli del centrosinistra (31,54%) e Davide Zanichelli del Movimento 5 Stelle (10,09%).
Diventa poi vicepresidente del gruppo alla Camera.